# Enfermedad de Eales
La enfermedad de Eales, también conocida como angiopatía retiniana juvenil, periflebitis retiniana o vasculitis retiniana primaria es una enfermedad ocular caracterizada por la inflamación y posible bloqueo de los vasos sanguíneos de la retina, el crecimiento anormal de nuevos vasos (neoangiogénesis) y hemorragias vítreas y retinianas.
Esta patología fue descrita por primera vez en 1880 por Henry Eales. Aunque se pensaba que afectaba más a hombres que a mujeres, algún estudio defiende que afecta a ambos sexos por igual.
La enfermedad de Eales afecta a adultos jóvenes sin otras enfermedades. El pico de mayor incidencia se encuentra entre los 20 y los 30 años de edad. Es más prevalente en el subcontinente indio. Puede ser bilateral en el 50-90% de los casos.
La enfermedad de Eales es una afección ocular poco común que afecta principalmente a adultos jóvenes, especialmente varones. Es una vasculitis idiopática (de causa desconocida) que compromete los vasos sanguíneos de la retina, causando inflamación, hemorragias y, en casos avanzados, desprendimiento de retina o pérdida de visión.